# Tòa án Hiến pháp Hàn Quốc
Tòa án Hiến pháp Hàn Quốc (tiếng Hàn: 헌법재판소; Hanja: 憲法裁判所; Romaja: Heonbeop Jaepanso; Hán-Việt: Hiến pháp tài phán sở) là một tòa án độc lập và chuyên trách Hàn Quốc, có vai trò chính là rà soát các hợp hiến dưới Hiến pháp Đại Hàn Dân Quốc. Nó cũng có các chức năng luật hành chính như phán quyết về tranh chấp thẩm quyền giữa các thực thể chính phủ, đưa ra quyết định cuối cùng về luận tội và đưa ra phán quyết về việc giải tán các đảng chính trị.

## Lịch sử
Tòa án Hiến pháp của Hàn Quốc được thành lập năm 1988 theo Chương VI của Hiến pháp Đệ Lục Cộng hòa.
Trước khi thành lập Tòa án Hiến pháp từ năm 1960 đến 1988, Hàn Quốc chỉ mới xem xét hiến pháp ba lần. Trong năm đầu tiên của Tòa án Hiến pháp, Tòa án Hiến pháp đã thực thi quyền tài phán đối với hơn 400 trường hợp.
Tính đến ngày 31 tháng 12 năm 2006, Tòa án Hiến pháp Hàn Quốc đã xử lý 13.945 vụ việc, trong đó có 13.058 vụ việc đã được giải quyết và 887 vụ việc vẫn đang được xem xét. Những thay đổi lớn này chủ yếu là do Phong trào Dân chủ tháng 6 năm 1987 tại Hàn Quốc, cuối cùng đã dẫn đến việc thành lập tòa án Hàn Quốc và một hệ thống đánh giá pháp lý mới ở Hàn Quốc.
Vào ngày 10 tháng 3 năm 2017, Tòa án Hiến pháp Hàn Quốc phán quyết rằng Vụ luận tội tổng thống đã được thành lập và Park Geun-hye ngay lập tức bị bãi bỏ, trở thành [Tổng thống Hàn Quốc|Tổng thống] đầu tiên bị bãi bỏ trong lịch sử Hàn Quốc.

## Địa vị và chức năng
Toà án Hiến pháp có một chương riêng trong Hiến pháp Hàn Quốc. Nó có cùng địa vị với Hàn Quốc, Chính phủ (Tổng thống) và Tòa án lớn của Hàn Quốc. Nó có quyền tư pháp độc lập.

### Quyết định cuối cùng tranh chấp hiến pháp
Toà án Hiến pháp có thẩm quyền cuối cùng về sự thống nhất của pháp luật và hiến pháp, giải tán các đảng chính trị, luận tội các quan chức chính phủ cao cấp, kháng cáo hiến pháp và tranh chấp về thẩm quyền giữa các cơ quan nhà nước và giữa các cơ quan nhà nước và chính quyền địa phương. Các quyết định của Tòa án Hiến pháp không bị kháng cáo và có tính ràng buộc về mặt pháp lý đối với tất cả các cơ quan chính quyền quốc gia và địa phương.

### Ủng hộ Hiến pháp
Toà án Hiến pháp và các tòa án thông thường khác duy trì Hiến pháp thông qua các thủ tục tư pháp. Tòa án Hiến pháp giải quyết các tranh chấp liên quan đến hiến pháp theo Hiến pháp để ngăn chặn sự vi hiến.

### Bảo vệ các quyền cơ bản của công dân
Toà án Hiến pháp có chức năng bảo vệ các quyền cơ bản của công dân. Khi các quyền cơ bản của công dân bị vi phạm trong các hành vi và thiếu sót của các quyền công cộng, Tòa án Hiến pháp có thể phát âm quyền lực của chính phủ là vi hiến. Nếu chính phủ ban hành một đạo luật vi phạm các quyền cơ bản của công dân, Tòa án Hiến pháp có thể quy định rằng sắc lệnh này không hợp lệ vì nó vi hiến.

### Giám sát quyền lực chính phủ
Nếu các quy định của chính phủ là vi hiến, Tòa án Hiến pháp có thể phán quyết chúng vô hiệu. Tòa án Hiến pháp có thể luận tội các quan chức chính phủ hoặc thẩm phán nếu có sự lạm quyền. Tòa án hiến pháp cũng có thể giải tán các đảng chính trị nếu họ phá vỡ trật tự dân chủ xã hội.

## Thành phần
Chín thẩm phán phục vụ trên tòa án, tất cả đều được tổng thống bổ nhiệm. Ba trong số các vị trí được bổ nhiệm trực tiếp bởi Tổng thống. Trong sáu vị trí còn lại, ba được bổ nhiệm từ các ứng cử viên được đề cử bởi chánh án của tòa án Tối cao, và ba được bổ nhiệm từ ứng cử viên do bầu Quốc hội. Ngoài ra, người đứng đầu tòa án được Tổng thống lựa chọn, với sự đồng ý của Quốc hội. Các thẩm phán phục vụ các điều khoản có thể gia hạn trong sáu năm và được yêu cầu nghỉ hưu ở tuổi 65, ngoại trừ người đứng đầu Tòa án Hiến pháp, người có thể phục vụ cho đến 70 tuổi.
Các thẩm phán của Tòa án Hiến pháp bị cấm tham gia các đảng chính trị và tham gia vào các hoạt động chính trị theo Điều 112 (2) của Hiến pháp. Ngoài ra, các Thẩm phán của Tòa án Hiến pháp bị pháp luật cấm điều hành các doanh nghiệp, nắm giữ các văn phòng công cộng khác và được sử dụng theo cách khác.

### Ghế ngồi chức vụ
| Tên                       | Ngày sinh                                  | Bổ nhiệm bởi  | Đề nghị từ                                | Học vị                 | Nhiệm kỳ                           |
| ------------------------- | ------------------------------------------ | ------------- | ----------------------------------------- | ---------------------- | ---------------------------------- |
| Yoo Nam-Seok (tổng thống) | 1 tháng 5 năm 1957(tuổi 67) tại Mokpo      | Moon Jae-in   | (Trực tiếp)                               | Đại học Quốc gia Seoul | 11 tháng 11 năm 20177 năm, 3 tháng |
| Lee Seon-Ae               | 3 tháng 1 năm 1967(tuổi 58) tại Seoul      | Hwang Kyo-ahn | Yang Sung-tae                             | Đại học Quốc gia Seoul | 29 tháng 3 năm 20177 năm, 11 tháng |
| Lee Suk Tae               | 17 tháng 4 năm 1953(tuổi 71) tại Seoul     | Moon Jae-in   | Kim Myeong-soo                            | Đại học Quốc gia Seoul | 21 tháng 9 năm 20186 năm, 5 tháng  |
| Lee Eunae                 | 21 tháng 5 năm 1966(tuổi 58) tại Gwangju   | Moon Jae-in   | Kim Myeong-soo                            | Đại học Quốc gia Seoul | 21 tháng 9 năm 20186 năm, 5 tháng  |
| Lee Jongseok              | 21 tháng 2 năm 1961(tuổi 64) tại Gyeongbuk | Moon Jae-in   | Quốc hội Khóa XX (Đảng Hàn Quốc Tự do)    | Đại học Quốc gia Seoul | 18 tháng 10 năm 20186 năm, 4 tháng |
| Lee Youngjin              | 25 tháng 7 năm 1961(tuổi 63) tại Chungnam  | Moon Jae-in   | Quốc hội khóa XX (Đảng Bareunmirae)       | Đại học Quốc gia Seoul | 18 tháng 10 năm 20186 năm, 4 tháng |
| Kim Kiyoung               | 9 tháng 4 năm 1968(tuổi 56) tại Chungnam   | Moon Jae-in   | Quốc hội khóa XX (Đảng Dân chủ Đồng hành) | Đại học Quốc gia Seoul | 18 tháng 10 năm 20186 năm, 4 tháng |
| Moon Hyungbae             | 11 tháng 2 năm 1966(tuổi 59) tại Hadong    | Moon Jae-in   | (Trực tiếp)                               | Đại học Quốc gia Seoul | 19 tháng 4 năm 20195 năm, 10 tháng |
| Lee Mison                 | 18 tháng 1 năm 1970(tuổi 55) tại Hwacheon  | Moon Jae-in   | (Trực tiếp)                               | Đại học Busan          | 19 tháng 4 năm 20195 năm, 10 tháng |